# Mark Ashton
Mark Ashton, född 19 maj 1960 i Oldham, Greater Manchester, död 11 februari 1987 i Southwark, London, var en HBTQ-aktivist och ledande medlem i Lesbians and Gays Support the Miners (LGSM).
LGSM samlade in stora mängder pengar för walesiska gruvarbetare i National Union of Mineworkers under gruvarbetarstrejken i Storbritannien 1984–1985. I januari 1985 hade LGSM 11 lokalgrupper.
Ashton var medlem i Storbritanniens kommunistiska parti och arbetade med the Red Wedge collective. Han var vän med Jimmy Somerville och dog i aids den 11 februari 1987, 26 år gammal.
2017, då Ashton skulle fyllt 57 år, hedrades han med en blå minnesskylt vid bokaffären Gay's The Word på Marchmont Street i London, där LGSM höll möten under gruvarbetarstrejken.
LGSM och Mark Ashton skildrades i filmen Pride (2014).